# Fresque de la maison Adam et Ève

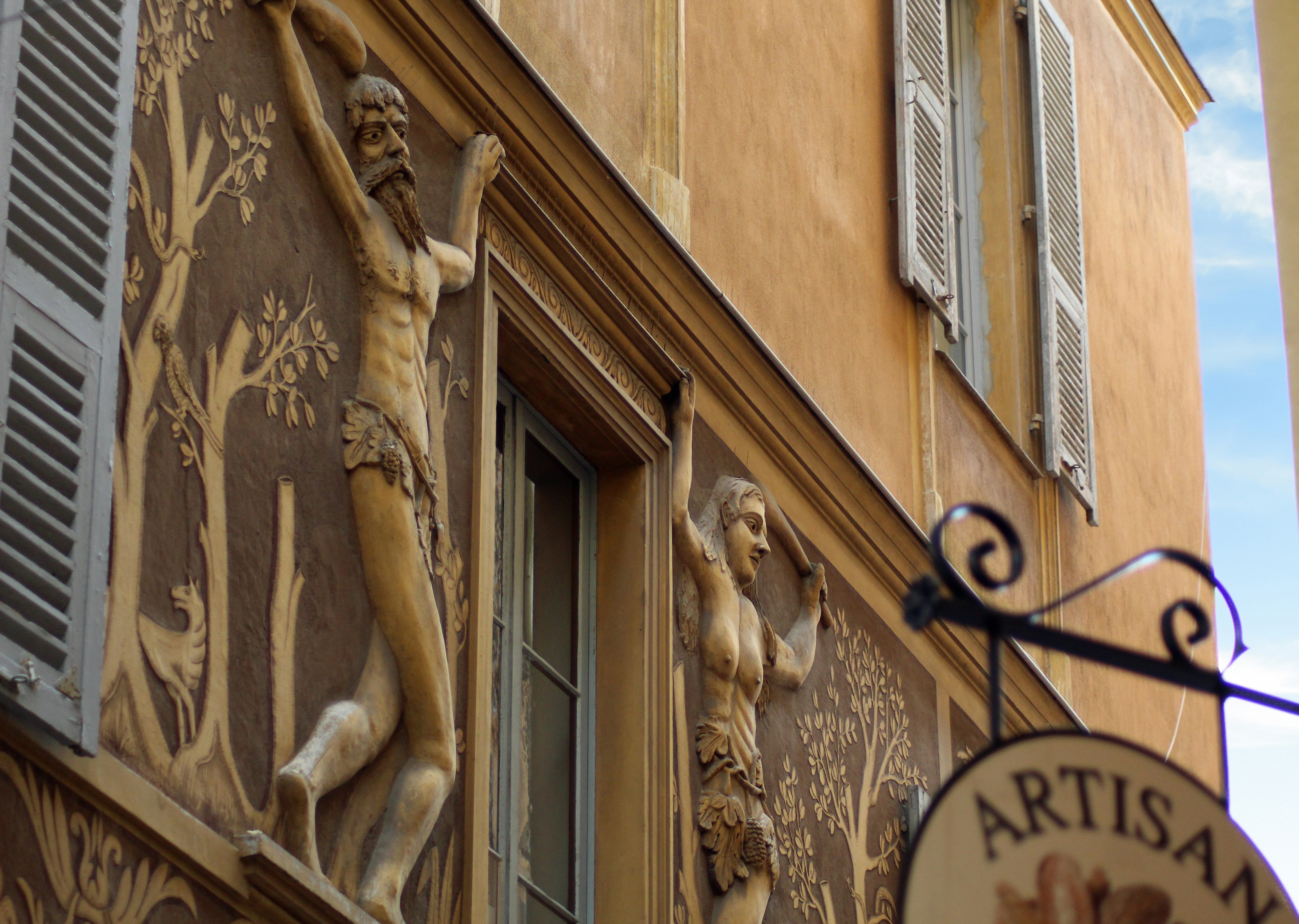
Fresque Adam et Eve (Vieux Nice)

La fresque de la maison Adam et Ève est un bas-relief sculpté sur la façade d'une maison, située dans le centre-ville de Nice, dans le département des Alpes-Maritimes en région PACA.
Datée du XVIe siècle, cette fresque doit son nom aux deux personnages qui y sont représentés, considérés comme une évocation d'Adam et Ève dans le jardin d'Éden. La maison reste l'unique témoignage, à Nice, des maisons peintes de l'époque médiévale.

## Localisation
La fresque est gravée sur la façade d'une maison située au 8, rue de la Poissonnerie — cette rue est  appelée ainsi parce que c'est la rue qui mène au marché aux poissons — dans la vieille ville, proche du cours Saleya, à Nice. 

## Historique
Cette fresque fut exécutée en 1584, époque où vivait dans la maison un certain Lazare Thérèse, premier propriétaire. La façade de la maison a été rénovée en 1925 et l'œuvre elle-même restaurée en 1983, par Guy Ceppa, peintre fresquiste niçois.

## Description
Ce bas-relief, sculpté dans la pierre en "sgraffito", technique médiévale de sculpture dans le mortier,  représente un homme et une femme nus, se faisant face de part et d'autre d'une fenêtre, et dont seul le sexe est caché par un chapelet de feuilles et de fruits. Le décor autour des personnages évoque un jardin édénique avec des arbres, des plantes stylisées, des animaux, des oiseaux  et un serpent dans les arbres, ce qui explique le nom donné à cette fresque. Chacun des deux personnages tient, au bout de son bras levé, un gourdin qui ressemble à un cougourdon, appellation niçoise de la courge. Sous le bas-relief s'affiche une frise décorative, postérieure aux personnages. Sur la partie sud sont gravées la date « 1584 » et des initiales « LT », probablement celles de Lazare Thérèse, premier propriétaire de la maison. Sur la partie nord, on peut voir deux animaux figurant des dragons. 

## Tradition locale
Selon la tradition locale niçoise, cette fresque baroque, mettant en scène un couple en train de se quereller, serait attribuée aux incessantes querelles de ménage auxquelles se livraient les habitants de la maison. Cela a donné lieu à un rapprochement avec la première fête niçoise du printemps, que l'on appelait Festin des reproches, qui se tenait le premier dimanche de carême à Cimiez, et au cours de laquelle les amoureux se reprochaient mutuellement les infidélités commises durant le Carnaval.  Or, le Festin des reproches n'a en réalité aucun lien avec le Festin des cougourdons, fête niçoise qui a toujours lieu, de nos jours, à Cimiez.